# Aglia hauderi
Aglia hauderi är en fjärilsart som beskrevs av Schultz. 1908. Aglia hauderi ingår i släktet Aglia och familjen påfågelsspinnare. Inga underarter finns listade i Catalogue of Life.